# Vieux polonais

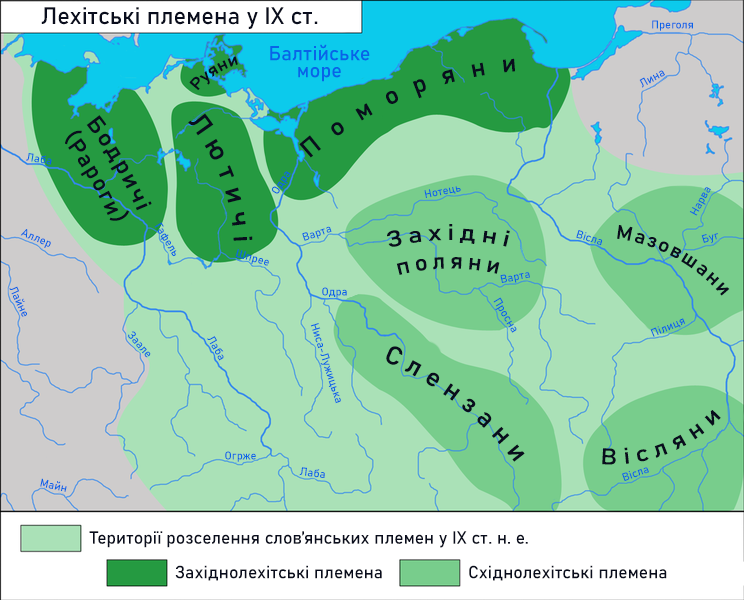
Carte représentant l'emplacement des tribus léchites au IXe siècle.

Le vieux polonais est la période de la langue polonaise qui va du Xe au XVIe siècle ; le moyen polonais (język średniopolski (pl)) lui succède et donne naissance, au XVIIIe siècle, au polonais tel qu'il est parlé aujourd'hui.
Le cachoube se rapproche du vieux polonais et en a gardé de nombreux mots et phonèmes.